# 琉璃草白粉菌
琉璃草白粉菌（学名：Erysiphe cynoglossi）是属于白粉菌目白粉菌科白粉菌属的一种真菌，寄生在紫草科植物上。该种分布于中国、丹麦、英国、波兰、罗马尼亚、挪威、南斯拉夫、新西兰、瑞典、德国等地。